# Rosh HaNiqra
Rosh HaNiqra (hebreiska: ראש הנקרה) är en udde i Israel, på gränsen till Libanon. Den ligger i den norra delen av landet.
Terrängen inåt land är huvudsakligen kuperad, men söderut är den platt. Havet är nära Rosh HaNiqra åt nordväst. Runt Rosh HaNiqra är det ganska tätbefolkat, med 90 invånare per kvadratkilometer. Närmaste större samhälle är Nahariya, 9,2 km söder om Rosh HaNiqra. Trakten runt Rosh HaNiqra består till största delen av jordbruksmark.